# Luis Weihmüller
Luis Weihmuller (Córdoba (Argentina), 2 de agosto de 1902 - 1963) foi um futebolista argentino, medalhista olímpico.

## Carreira
Luis Weihmuller fez parte do elenco medalha de prata, nos Jogos Olímpicos de 1928.